# Harta (rivista)
Harta (ハルタ?, Haruta), nota fino al 12 febbraio 2013 come Fellows!, è una rivista giapponese di manga seinen pubblicata da Enterbrain. Creata il 14 ottobre 2008, la rivista si chiamava originariamente Fellows! ed è stata pubblicata con frequenza bimestrale. Nel dicembre 2012, Enterbrain ha annunciato un suo rinnovamento, avvenuto a partire dal numero di febbraio 2013. Con esso, la rivista ha cambiato il nome da Fellows! ad Harta ed è anche stata cambiata la frequenza da bimestrale a dieci numeri all'anno, da febbraio ad agosto e poi da ottobre a dicembre. Il nuovo nome è ispirato alla parola indonesiana "Harta", che significa "tesoro".
A differenza di molte delle riviste di manga in Giappone, in cui la copertina presenta una serie attualmente serializzata sulla rivista, ogni numero, da quando la rivista si chiamava ancora Fellows!, presenta un'illustrazione originale creata da diversi artisti.

## Serie pubblicate
- I giorni della sposa (trasferito su Aokishi)[3]
- La regina d'Egitto - L'occhio azzurro di Horus
- The Coppersmith's Bride (in corso)
- Dungeon Food (in corso)
- Furo Run
- Gisèle Alain
- Nina Stardust
- Nuvole a nord-ovest (trasferito su Aokishi)[3]
- Hakumei to Mikochi (in corso)
- Hakuginhi
- Sono Sakamoto, perché?
- Hinamatsuri
- Ikinokotta 6-nin ni yoru to (in corso)
- Immortal Hounds
- Isabella Bird in Wonderland
- Migi to Dali
- Il mondo di Ran
- Reki Yomi
- Shinobuna! Chiyo-chan
- Subaru a Suu-san (in corso)
- Shirley
- Uwagaki
- Vlad Drăculea (in corso)
- Wanko ni Kuchizuke
- Wolfsmund